# Nick O'Hern
Nick O'Hern, född 18 oktober 1971 i Perth, är en professionell australisk golfspelare.
O'Hern är vänsterhänt och började att spela golf vid nio års ålder. Hans far hade 3 i handicap och spelade baseboll för Australien, en sport som även Nick spelade för Western Australia. Han var även en talangfull tennisspelare men valde att koncentrera sig på golfen och blev proffs 1994. Han klarade European Tour Qualifying School i sitt första försök 1998 och har spelat regelbundet på PGA European Tour sedan 1999. Han har inte vunnit på Europatouren men har kommit tvåa i två tävlingar 2003 och 2004 samt en tävling fram till juni 2005. Han har vunnit fyra tävlingar i Australien där han spelar på PGA Tour of Australasia under vintrarna.
Under 2005 har O'Hern börjat att spela mer regelbundet i USA men är ännu inte medlem på PGA-touren. Eftersom han har placerat sig bland de 30 bästa på Golfens världsranking så blir han ofta automatiskt inbjuden till olika sponsortävlingar på PGA-touren.

## Meriter

### Segrar på PGA Tour of Australasia
- 1997 Port Hedland Classic
- 1998 South West Open, Port Hedland Classic
- 1999 Schweppes Coolum Classic